# Горобівська сільська рада
Горобі́вська сільська́ ра́да — колишній орган місцевого самоврядування в Білопільському районі Сумської області. Адміністративний центр — село Горобівка.

## Загальні відомості
- Населення ради: 605 осіб (станом на 2001 рік)

## Населені пункти
Сільській раді були підпорядковані населені пункти:
- с. Горобівка
- с. Безсокирне
- с. Біловишневе
- с. Зарічне
- с. Максимівщина
- с. Омельченки

## Склад ради
Рада складалася з 12 депутатів та голови.
- Голова ради: Усенко Михайло Дмитрович
- Секретар ради: Дунь Світлана Федорівна

### Керівний склад попередніх скликань
| Прізвище, ім'я, по батькові | Основні відомості                                                 | Дата обрання | Дата звільнення |
| --------------------------- | ----------------------------------------------------------------- | ------------ | --------------- |
| Скрипка Микола Олексійович  | Сільський голова, 1952 року народження, безпартійний              | 26.03.2006   | 01.12.2007      |
| Муха Анатолій Олександрович | Сільський голова, 1963 року народження, безпартійний              | 16.03.2008   | 31.10.2010      |
| Усенко Михайло Дмитрович    | Сільський голова, 1949 року народження, освіта вища, безпартійний | 31.10.2010   |                 |

Примітка: таблиця складена за даними сайту Верховної Ради України